# 楊士炌
杨士炌，直隸顺天府通州人，清朝政治人物，同进士出身。杨士烒之弟。
順治十七年（1660年）庚子科順天鄉試第一名舉人。康熙九年（1670年）庚戌科进士，授山東沂水縣知縣。